# Гнєдаш Вадим Борисович
Вади́м Бори́сович Гнє́даш (21 липня 1931 , Москва  — 15 травня 2021 , Чернівці ) — радянський і український диригент, представник київської диригентської школи. Заслужений артист Української РСР (1960), Заслужений діяч мистецтв Української РСР (1973), Народний артист Української РСР (1978). Багаторічний диригент Симфонічного оркестру Українського радіо. Доцент (1978), професор (1986) кафедри оперно-симфонічного диригування Національної музичної академії України ім. П. І. Чайковського.

## Життєпис
Навчався в Житомирському музичному училищі ім. В. С. Косенка 1946—1950 (по класу скрипки у З.Ройцварда, з диригування — В.Дубровського) та Київській державній консерваторії ім. П. І. Чайковського по класу диригування (1950—1955) в класі професора, заслуженого діяча мистецтв УРСР О. Г. Клімова.
Від 1955 року — диригент Оперної студії Київській державної консерваторії. З 1956—1961 рр. — диригент Симфонічного оркестру Донецької філармонії; мав виступи разом з видатними музикантами того часу: Е.Гілельсом, Л.Оборіним, Д.Шафраном, Б.Гольдштейном, Л.Коганом та багатьма іншими.
Із 1961—1989 рр. — головний диригент Симфонічного оркестру Українського радіо.
В. Б. Гнєдаш виховав цілу плеяду диригентів, які займають провідні позиції у музичній культурі України. Серед них:
- Народні артисти України: С. Литвиненко, В. Здоренко, В. Редя, В. Скакун, В. Самофалов, А. Кульбаба;
- Заслужені діячі мистецтв України: С. Леонов, Й. Франц, В. Зубицький, В. Рунчак, Д. Морозов, С. Дідок;
- Заслужені артисти України: В. Агафонов;
- Диригенти: В. Варакута, В. Перевозніков, І. Сметанин, А. Сурженко, В. Дейнега, І. Каждан, В. Врубльовський та інші.

За роки праці в Симфонічному оркестрі Українського радіо Вадим Гнєдаш записав у фонд Українського радіо понад тисячу творів української та світової класики, здійснив запис музики до 380 кінофільмів. Фактично симфонічний оркестр під його керівництвом став творчою лабораторією, адже відкрив цілу плеяду молодих українських композиторів. Оркестр пропагував і записував не тільки твори композиторів київської школи, але зі Львова, Донецька, Харкова, Одеси, Сімферополя, а також з Вірменії, Азербайджану, Молдови, Білорусі, Росії та інших республік колишнього СРСР. Усі відомі скрипалі, піаністи, вокалісти СРСР співпрацювали з оркестром Українського радіо та увіковічили свої звукозаписи під керівництвом Вадима Гнєдаша.
У концертних програмах багатьох сезонів пропагував твори українських композиторів: Л. Колодуба, Ж. Колодуб, Є. Станковича, Л. Дичко, І. Карабиця та багатьох інших. Під його керівництвом були записані симфонічні твори Л. Ревуцького, Б. Лятошинського, що входять до золотого фонду української класичної музики.
У співпраці з багатьма співаками (Б. Гмиря, М. Гришко, О. Таранець, Д. Гнатюк, Є. Мірошниченко, М. Кондратюк, А. Мокренко, А. Солов'яненко, Ю. Гуляєв, А. Кочерга, В. Пивоваров) здійснив запис перлин української народної пісні та творів світової класики.
За час, коли В. Б. Гнєдаш очолював оркестр, під його керівництвом здобули майстерність і стали провідними музикантами світового рівня скрипалі: І. Кушнір, Ф. Гольденберг, П. Дроща; флейтисти: В. Пшеничний, С. Савченко; гобоїсти: Л. Гольцман, М. Севрук, Я. Пінчук; кларнетисти: Пендищук, М. Спасибо, О. Гунченко, Л. Мілявський; валторністи: К. Мага, В. Каптюров, С. Мальков, М. Голець, М. Буковяк; фаготисти: П. Яковець, Р. Іванченко, Д. Лебець, М. Камишний, Ю. Конрад; тромбоністи: В. Кислий, В. Шелудько; тубіст Б. Мойсеєнко та інші.

## Нагороди та титули
- Кавалер Ордена князя Ярослава Мудрого V ступеня
- Був професором кафедри оперно-симфонічного диригування Національної музичної академії України ім. П. І. Чайковського.